# روبرت مارك كامن
روبرت مارك كامن (بالإنجليزية: Robert Mark Kamen) هو كاتب ومنتج أفلام وكاتب سيناريو أمريكي، ولد في 9 أكتوبر 1947 في ذا برونكس في الولايات المتحدة.

## وصلات خارجية
- روبرت مارك كامن على موقع IMDb (الإنجليزية)
- روبرت مارك كامن على موقع ألو سيني (الفرنسية)
- روبرت مارك كامن على موقع أول موفي (الإنجليزية)
- روبرت مارك كامن على موقع قاعدة بيانات الأفلام السويدية (السويدية)
- روبرت مارك كامن على موقع قاعدة بيانات الفيلم (الإنجليزية)
- روبرت مارك كامن على موقع كينوبويسك (الروسية)